# AJ-60A
AJ-60A — твердопаливний ракетний прискорювач виробництва Aerojet Rocketdyne. До 2020 року вони використовувалися як навісні прискорювачі на ракеті United Launch Alliance Atlas V.

## Історія
Ракетний двигун AJ-60A був розроблений між 1999 і 2003 роками для використання на Atlas V.
19 січня 2006 року космічний корабель New Horizons до Плутона був запущений прямо на сонячну траєкторію зі 16,26 кілометра за секунду (58 536 км/год; 36 373 миля/год) з мису Канаверал за допомогою версії Atlas V із 5 із цих SRB і третього ступеня Star 48B. New Horizons пройшов навколо Місяця всього за дев'ять годин.
У 2015 році ULA оголосила, що Atlas V перейде на нові прискорювачі GEM 63 виробництва Northrop Grumman Innovation Systems. (GEM 63XL, розширена версія прискорювача GEM 63, буде використовуватися на майбутній ракеті Vulcan). 13 листопада 2020 року був запущений перший Atlas V із прискорювачами GEM 63.

## Дизайн
AJ-60A — твердопаливна ракета ХТПБ. Корпус складається з графітового епоксидного композиту, а горловина двигуна та сопло виготовлені з вуглецево - фенольного композиту. Відповідно до конфігурації для використання на Atlas V, сопло фіксується під кутом 3 градуси від точки кріплення, але Aerojet пропонує варіант із можливістю векторизації тяги. Конфігурація Atlas V також має косий носовий конус, але він доступний зі звичайним носовим конусом або взагалі без нього для використання на інших ракетах. Сцени розраховані на транспортування вантажівкою.